# Маршал Ланкастер
Маршал Ланкастер (англ. Marshall Lancaster; нар. 5 жовтня 1974, Маклесфілд, Чешир, Англія) — англійський актор. Він зіграв у багатьох серіалах, включаючи Вулиця коронації, «Голбі Сіті», та Озера, але найбільшу популярність йому принесла роль детектива Кріса Скелтона у науково-фантастичних детективних серіалах BBC Життя на Марсі та Прах до праху.
Ланкастер був учасником трьох театральних груп у рідному місті: SCAMPS Youth Company, Paragon Youth Theatre та Macclesfield Amateur Dramatic Society.
До 23 серпня 2008 року він грав у театрі York Theatre Royal у п'єсі за мотивами роману Діти залізниці.
Маршал Ланкастер має одне синє око і одне зелене. Така мутація називається гетерохромія.

## Фільмографія

### Телебачення
| Рік  |   | Українська назва          | Оригінальна назва  | Роль         |
| ---- | - | ------------------------- | ------------------ | ------------ |
| 1997 | с | Де знаходиться серце      | Where the Heart Is | Метті        |
| 1999 | с | Озера                     | The Lakes          | Ґед          |
| 2000 | с | Гаряча практика           | Peak Practice      | Пол Лінч     |
| 2000 | с | Боб Мартін                | Bob Martin         | Тіммі        |
| 2003 | с | Після роботи              | Clocking Off       | Ґері Даґдейл |
| 2003 | с |                           | Grease Monkeys     | Раян Райт    |
| 2004 | с | Королівський шпиталь      | The Royal          | Метті        |
| 2004 | с | Поза законом              | Outlaws            | Джеммі Г'юз  |
| 2004 | с | Сімейні справи            | Family Affairs     | Шейн         |
| 1999 | с | ««Голбі Сіті»"            | Holby City         | різні ролі   |
| 2006 | с | Життя на Марсі            | Life on Mars       | Кріс Скелтон |
| 2006 | с | Вулиця                    | The Street         | Колін        |
| 2007 | с | Суто англійське убивство  | The Bill           | Пол Певесі   |
| 2006 | с | Лікарі                    | Doctors            | різні ролі   |
| 2006 | с | Вулиця коронації          | Coronation Street  | Слимак       |
| 2007 | с | Нещасний випадок          | Casualty           | ґвалтівник   |
| 2008 | с | Прах до праху             | Ashes to ashes     | Кріс Скелтон |
| 2009 | с | Хлопець зустрічає дівчину | Boy meets girl     | Піт          |
| 2011 | с | Доктор Хто                | Doctor Who         | Зуммер       |
| 2012 | с | Нещасний випадок          | Casualty           | Кіт Перр     |

### Кіно
| Рік  |   | Українська назва     | Оригінальна назва  | Роль  |
| ---- | - | -------------------- | ------------------ | ----- |
| 1997 | ф | Повітряна сушка      | Blow Dry           | Даво  |
| 1999 | ф | Весільне причандалля | The Wedding Tackle | Кухар |
| 2000 | ф | Абердин              | Aberdeen           | Лось  |